# Nordbüscheleule
Die Nordbüscheleule (Ptilopsis leucotis, Syn.: Otus leucotis) auch Nördliche Weißgesichteule, Temminck-Weißgesichtseule oder kurz Büscheleule genannt,  ist eine mittelgroße und recht kontrastreich gefärbte Eulenart aus der Familie der Eigentlichen Eulen (Strigidae). Die Südbüscheleule (Ptilopsis granti) wurde vor einigen Jahren als eigene Art von Ptilopsis leucotis abgetrennt. Das Verbreitungsgebiet der Nordbüscheleule umfasst in einer breiten Zone quer über den afrikanischen Kontinent den Südrand der Sahara und die Nordostspitze Afrikas vom Senegal und Gambia im Westen bis Somalia im Osten. Die Tiere bewohnen die Savanne mit einzelnen Bäumen, lichte Trockenwälder, Waldland mit geschlossener Baumschicht, Waldränder und Lichtungen und nicht zu dichte flussbegleitende Wälder. Die Nahrung besteht aus Gliederfüßern und kleinen Wirbeltieren. Die IUCN führt die Nord- und die Südbüscheleule noch nicht als getrennte Arten, beide Arten zusammen werden von der IUCN aufgrund des großen Verbreitungsgebietes und des offenbar stabilen Bestandes als ungefährdet („least concern“) eingestuft.

## Beschreibung
Nordbüscheleulen sind mittelgroße Eulen mit großen Federohren, bis zur halben Länge befiederten Zehen und seitlich gezähnelten Krallen. Die Körperlänge beträgt 24 bis 25 cm, das Gewicht im Mittel von 16 Vögeln 204 g. Wie bei den meisten Eulen unterscheiden sich die Geschlechter bezüglich der Färbung nicht, Weibchen sind jedoch größer als Männchen.
Die Grundfärbung ist recht variabel und nach König und Weick könnten zwei Farbmorphen unterschieden werden. Bei adulten Vögeln der hellen Morphe sind die gesamte Oberseite des Rumpfes sowie die Oberflügeldecken auf blass graubräunlichem Grund dicht schwärzlich gestrichelt und schwach wellenartig gebändert. Die Schulterfedern zeigen weiße Außenfahnen mit schwarzem Saum. Schwingen und Steuerfedern weisen auf ebenfalls blass graubräunlichem Grund eine dunkel graubraune Bänderung auf. Die Unterseite von Rumpf und Flügeln ist ebenso gezeichnet wie die Oberseite, aber insgesamt etwas heller.
Die Färbung ist am Kopf kontrastreich. Der weißliche Gesichtsschleier ist vom übrigen Kopfgefieder durch einen breiten schwarzen Rand scharf abgesetzt. Die Federohren sind schwarz gebändert, die Außenfahnen zeigen mehr Schwarz als die Innenfahnen. Der Bereich um die Schnabelbasis sowie der übrige Kopf und der Hals sind ebenso gefärbt wie die übrige Oberseite. Der Schnabel ist gelblich hornfarben. Die unbefiederten Teile der Zehen sind düster braun, die Krallen schwärzlich. Die Iris ist tief bernsteinfarben gelb bis orange.
Vögel der dunklen Morphe sind insgesamt viel dunkler und das Gefieder zeigt einen Ockerton. Der Gesichtsschleier ist bräunlich weiß, der Oberkopf schwärzlich und die Federohren zeigen schwärzliche Zentren. Das Jugendkleid unterscheidet sich nicht vom Adultkleid.

## Lautäußerungen
Der Balz- und Revierruf des Männchens ist ein zweisilbiges, melodisch flötendes „poh-proooh“, das im Abstand von 4 bis 8 Sekunden mehrfach wiederholt wird. Der Gesang des Weibchens ist ähnlich, aber leiser und in der Tonlage höher. Die Vögel singen nachts von einer Warte, die höchste tageszeitliche Gesangsaktivität liegt in der Abenddämmerung und kurz vor dem Morgengrauen. Zu Beginn der Brutzeit singt das Männchen besonders intensiv, es benutzt dabei verschiedene Warten und singt auch an potenziellen Brutplätzen. Bei der Balz singen beide Partner oft im Duett.
Vermutlich als Kontaktruf der Paarpartner dient ein leises „to-whit-to-whiit“. Jungvögel betteln mit zischenden Lauten.

## Verbreitung und Lebensraum
Das Verbreitungsgebiet der Nordbüscheleule umfasst in einer breiten Zone quer über den afrikanischen Kontinent den Südrand der Sahara und die Nordostspitze Afrikas vom Senegal und Gambia im Westen bis Somalia im Osten. Die Tiere bewohnen die Savanne mit einzelnen Bäumen, lichte Trockenwälder, Waldland mit geschlossener Baumschicht, Waldränder und Lichtungen und nicht zu dichte flussbegleitende Wälder.

## Systematik
Die Südbüscheleule (Ptilopsis granti) wurde vor einigen Jahren als eigene Art von Ptilopsis leucotis abgetrennt. Vögel der dunklen Morphe wurden früher als eigene Unterart beschrieben (P. l. nigrovertex), kommen aber im selben Gebiet vor wie die helle Morphe und bilden mit dieser auch gemischte Brutpaare, eine Abtrennung als Unterart ist daher nicht begründet. Heute werden keine Unterarten mehr anerkannt.

## Ernährung
Die Nahrung besteht aus Gliederfüßern wie Nachtfaltern, Grillen, Käfern, Skorpionen und Webspinnen sowie kleinen Wirbeltieren, darunter vor allem Nagetiere und Spitzmäuse. Die Vögel jagen von einer Ansitzwarte und beobachten den Boden, die Beute wird dann angeflogen und auf dem Boden gegriffen.

## Fortpflanzung
Nordbüscheleulen leben paarweise in Revieren, die von beiden Paarpartnern gegen Artgenossen verteidigt werden. In günstigen Jahren können besetzte Reviere dicht benachbart sein, in einem Fall wurden auf einer Fläche von 10 km² vier Brutpaare gefunden und der kleinste Abstand zwischen zwei besetzten Nestern betrug etwa 200 m. Zur Brut werden Baumhöhlen oder -spalten, häufig aber auch alte Zweignester größerer Vogelarten in Bäumen oder Büschen genutzt. Die Brutplätze liegen meist in 2 bis 8 m Höhe. Das Männchen bietet dem Weibchen potenzielle Nistplätze an. Eiablagen wurden zwischen Januar und September nachgewiesen. Das Gelege besteht aus 1 bis 4, meist 2 oder 3 weißen, glänzenden Eiern, die ausschließlich vom Weibchen etwa 30 Tage lang bebrütet werden. Auch die Nestlinge werden ausschließlich vom Weibchen gehudert und gefüttert, das Männchen versorgt in dieser Zeit das Weibchen und dann auch die Nestlinge mit Nahrung. Die Jungvögel erreichen im Alter von etwa 27 Tagen das Ästlingsstadium und können dann das Nest verlassen und auf benachbarte Äste klettern. Sie sind mit 30 bis 32 Tagen voll flugfähig, werden danach aber noch mindestens 14 Tage lang von beiden Eltern bewacht und mit Nahrung versorgt.